# Rufoplaca
Rufoplaca is een geslacht van korstmossen behorend tot de familie Teloschistaceae. De typesoort is Rufoplaca subpallida.

## Soorten
Volgens Index Fungorum telt het geslacht tien soorten (peildatum januari 2023):
| Soortnaam                                 | Auteur(s)                          | Publicatiejaar |
| ----------------------------------------- | ---------------------------------- | -------------- |
| Rufoplaca aesanensis                      | S.Y. Kondr. & Hur                  | 2020           |
| Rufoplaca arenaria (Granietzonnetje)      | (Pers.) Arup, Søchting & Frödén    | 2013           |
| Rufoplaca germanica                       | (H. Magn.) Arup, Søchting & Frödén | 2013           |
| Rufoplaca kaernefeltiana                  | S.Y. Kondr., Lőkös & Hur           | 2017           |
| Rufoplaca oxfordensis                     | (Fink) Arup, Søchting & Frödén     | 2013           |
| Rufoplaca scotoplaca                      | (Nyl.) Arup, Søchting & Frödén     | 2013           |
| Rufoplaca subpallida (Bleek dijkzonnetje) | (H. Magn.) Arup, Søchting & Frödén | 2013           |
| Rufoplaca toktoana                        | S.Y. Kondr., Lőkös & Hur           | 2019           |
| Rufoplaca tristiuscula                    | (H. Magn.) Arup, Søchting & Frödén | 2013           |
| Rufoplaca ulleungensis                    | S.Y. Kondr., Lőkös & Hur           | 2018           |